# Oyeu
Oyeu ist eine französische Gemeinde mit 1.092 Einwohnern (Stand: 1. Januar 2022) im Département Isère in der Region Auvergne-Rhône-Alpes; sie gehört zum Arrondissement La Tour-du-Pin und zum Kanton Le Grand-Lemps. Die Einwohner werden Oyentins genannt.

## Geografie
Die Gemeinde Oyeu liegt an einem weit nach Westen ausladenden Ausläufer des Chartreuse-Gebirges, 13 Kilometer nordwestlich von Voiron und etwa 33 Kilometer nordwestlich von Grenoble. Di höchsten Gipfel im Gemeindegebiet sind der Plan du Rey (771 m) Mont Levatel (758 m) und der Les Montenvers (734 m) Umgeben wird Oyeu von den Nachbargemeinden Val-de-Virieu im Norden, Le Pin im Norden und Nordosten, Charavines im Osten, Apprieu im Südosten und Süden, Colombe im Südwesten sowie Burcin im Westen. Durch das Gemeindegebiet von Oyeu führt die Autoroute A48.

## Bevölkerungsentwicklung
| Jahr                       | 1962 | 1968 | 1975 | 1982 | 1990 | 1999 | 2006 | 2012 | 2021 |
| -------------------------- | ---- | ---- | ---- | ---- | ---- | ---- | ---- | ---- | ---- |
| Einwohner                  | 500  | 532  | 553  | 556  | 643  | 754  | 870  | 915  | 1078 |
| Quellen: Cassini und INSEE |      |      |      |      |      |      |      |      |      |

## Sehenswürdigkeiten
- Kirche Saint-Pierre-et-Saint-Paul aus der Zeit um 1279
- Calvaire Le Molard Rond
- Seen von Le Thivoley
- Funkturm auf dem 771 m hohen Plan du Rey

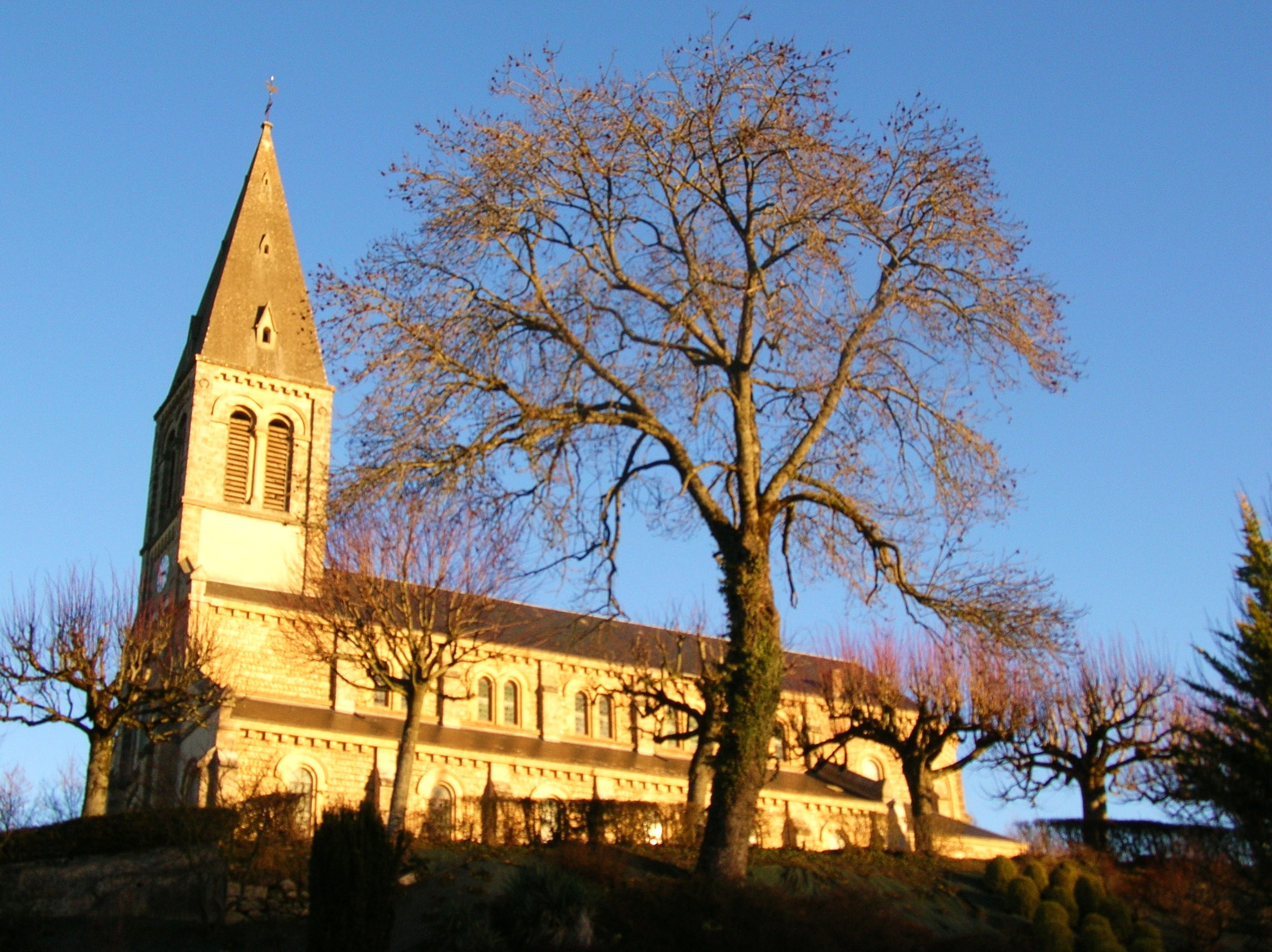
Kirche Saint-Pierre-et-Saint-Paul
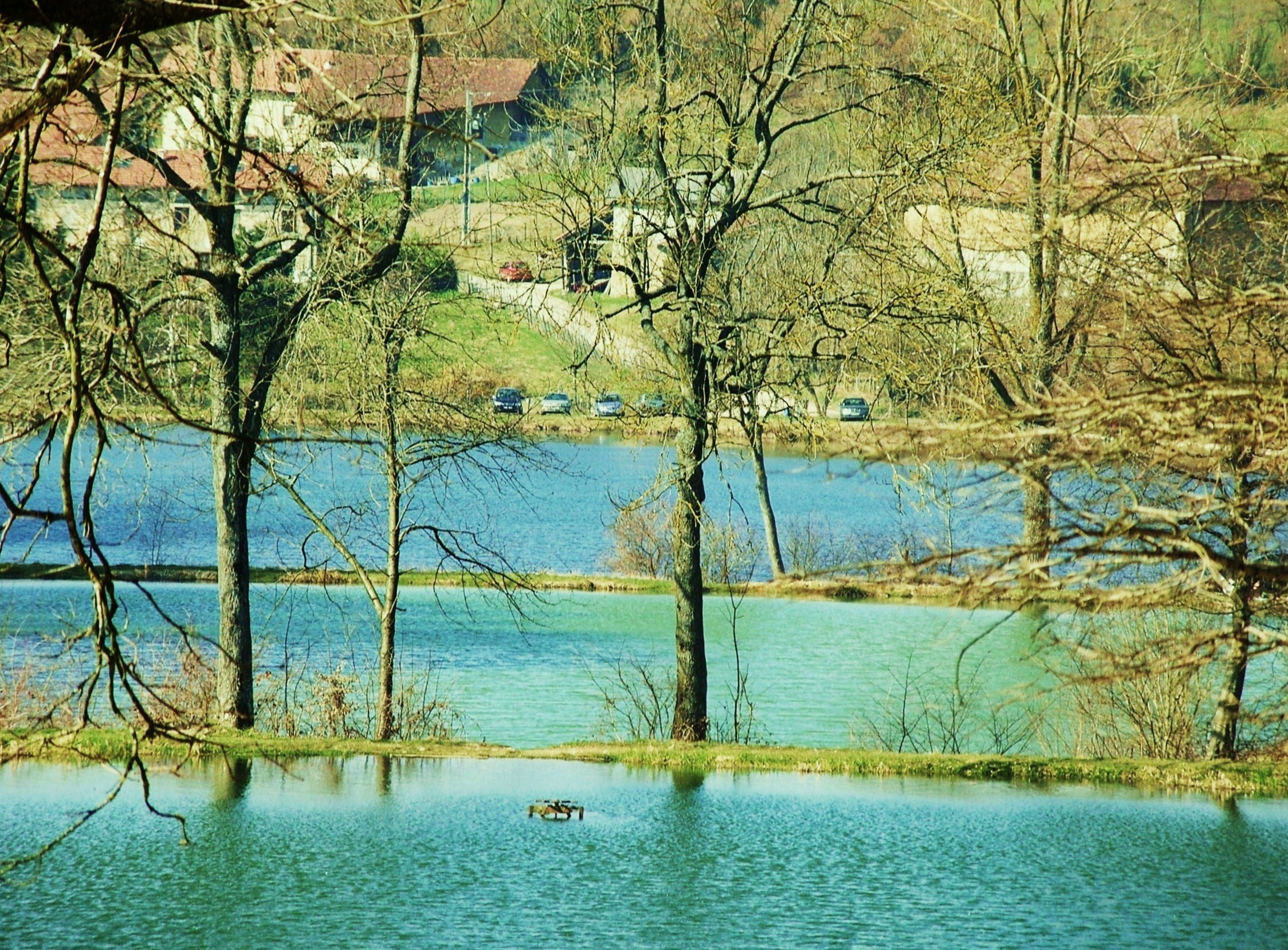
Seen von Le Thivoley
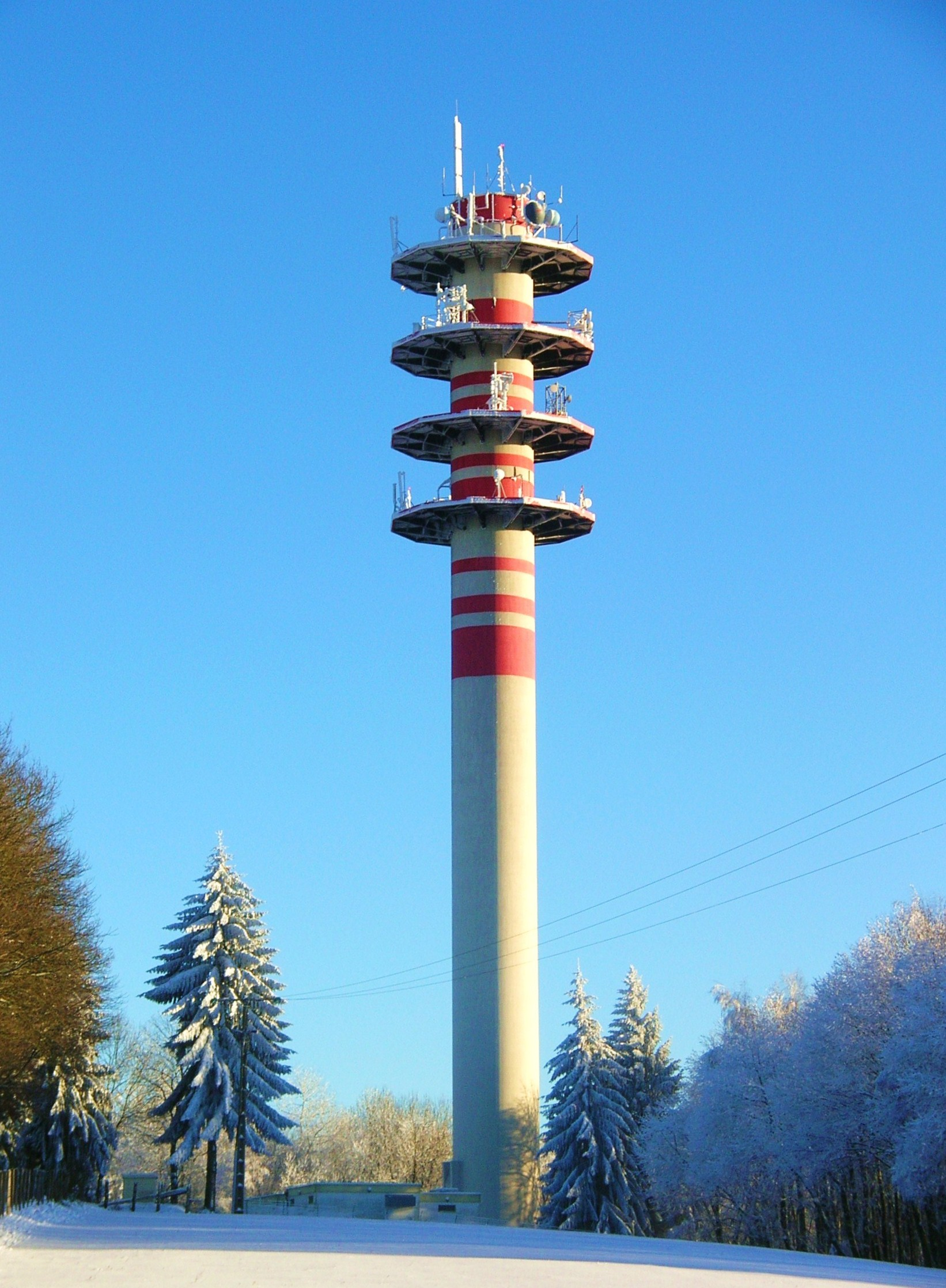
Funkturm